# Pará de Minas
Pará de Minas este un oraș în Minas Gerais (MG), Brazilia.